# 佐野ラーメン
佐野ラーメン（さのラーメン）とは、栃木県佐野市を中心として食べられているラーメンであり、関東地方のご当地ラーメンの一つ。佐野市の近代の重要な食文化である。

## 特徴

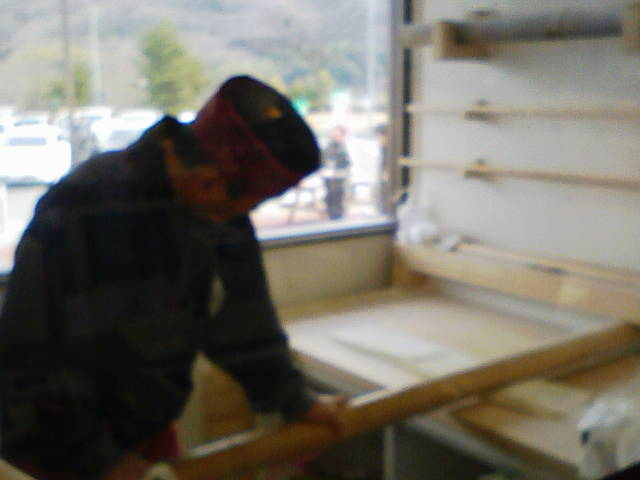
佐野ラーメンの特徴：青竹打ち

### 麺
竹を使って麺をうつ、青竹打ちの平麺が特徴。これは青竹に脚をかけ、竹の下に麺の材料となる練った小麦粉の塊を置き、体重をかけて延ばしていく製法である。麺はコシが強く、太さは中太から細麺、平打ちなど、店によって異なる。なお「竹打ち」が特徴の佐野ラーメンではあるが、竹打ちを再現出来る製麺機も登場しており、必ずしも全ての佐野ラーメン店が手打ちの「竹打ち」というわけではない。

### スープ
コクのある醤油味が特徴とされるが、店によって鶏がらであったり豚骨であったり、東京ラーメンに近い透き通った醤油スープ、
醤油が若干入った塩ラーメンの様なもの、味醂で甘味を付けたものが存在する。佐野ラーメン会発足時の書類には醤油味だけを佐野ラーメンとする、と記載がある。

### 具材
具材についてはチャーシュー、刻み長ネギ（白ネギ）が入ることが多い。

## 地域
発祥地である栃木県佐野市とその周辺地域に多く作られているが、北関東を中心にかなり広範な地域でも見られる。
栃木県外でも隣接する群馬県南東部や茨城県西部の他、埼玉県内でも荒川・JR高崎線以東の地域ではラーメン店の数に対して比較的よく見られ、佐野市の近隣の高速道路のSA・PA内のレストランや軽食コーナーでも提供されている。
土産物としても首都圏では広範にSA・PAや道の駅・ターミナル駅などの土産物店などで2-4食箱入りセット商品などを中心に販売されており、その他の地方などでも北関東の物産展などで販売されることが多々見られる。